# Federazione di hockey su ghiaccio della Corea del Nord
La Federazione nordcoreana di hockey su ghiaccio è un'organizzazione fondata per governare la pratica dell'hockey su ghiaccio in Corea del Nord.
Ha aderito all'International Ice Hockey Federation l'8 agosto 1963.